# Baa, Baa, Black Sheep
«Баа, баа, чорна вівця» — це англійський дитячий віршик, найперша друкована версія якого датується приблизно 1744 роком. За два з половиною століття слова не дуже змінилися. Її співають під варіант французької мелодії 1761 року Ah! vous dirai-je, maman.

## Сучасна версія

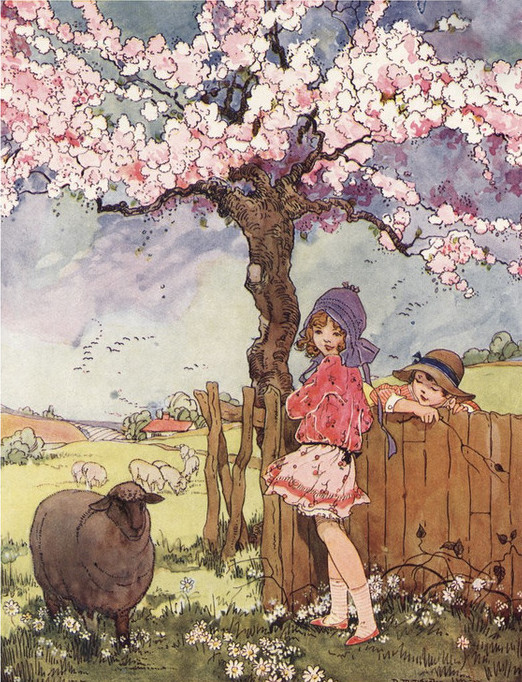
Рима за ілюстраціями Дороті М. Вілер

Сучасні версії зазвичай приймають таку форму:
Baa, baa, black sheep,

Have you any wool?

Yes, sir, yes, sir,

Three bags full;

One for the master,

One for the dame,

And one for the little boy

Who lives down the lane.

Віршик — це одна строфа в трохеїчному метрі, яка часто зустрічається в дитячих віршиках і порівняно легка для засвоєння молодшими дітьми. Покажчик народних пісень Roud, який каталогізує народні пісні та їхні варіації за номерами, класифікує пісню як 4439, і варіації були зібрані у Великій Британії та Північній Америці.

## Мелодія
Рима зазвичай  співається на варіант французької мелодії 1761 року Ah! vous dirai-je, maman, який також використовується для «Twinkle Twinkle Little Star», «Little Polly Flinders» і «Alphabet song». Слова та мелодію вперше разом опублікував А. Х. Роузіг у (Illustrated National) Nursery Songs and Games, опублікованій у Філадельфії в 1879 році.

Текст був перекладений шведською мовою Августом Стріндбергом для Barnen i skogen (1872), шведського видання Babes in the Wood. До цього шведського тексту мелодію написала Аліса Теґнер і опублікувала її в пісеннику Sjung med oss, Mamma! (1892), де чорна вівця тепер біле ягня: Bä, bä, vita lamm, одна з найпопулярніших шведських дитячих пісень.

## Витоки і значення

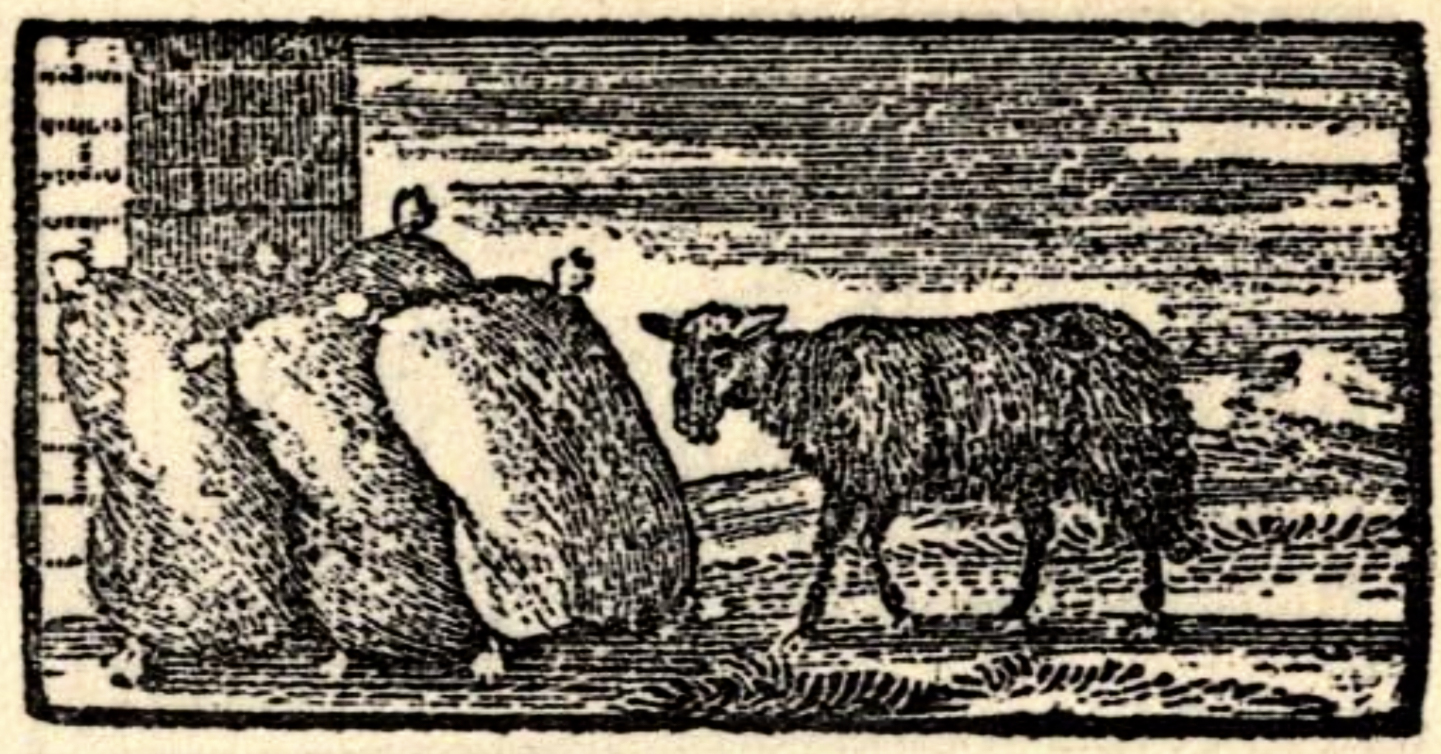
Ілюстрація до віршика з, вперше опублікованої бл. 1765 рік

Як і у випадку з багатьма дитячими віршиками, були зроблені спроби знайти походження та значення віршиків, більшість із яких не мають підтверджуючих доказів.  Кетрін Елвес Томас у книзі «Реальні персонажі матусі Гуски» (1930) запропонувала риму, яка стосується обурення високим податком на вовну. Зокрема, це стосується середньовічного англійського «Великого» або «Старого звичаю» податку на вовну 1275 року, який існував аж до п’ятнадцятого століття  Зовсім нещодавно віршик мав зв’язок із работоргівлею, зокрема на півдні США. Це пояснення було висунуто під час дебатів щодо політкоректності та використання та реформування дитячих віршів у 1980-х роках, але воно не має підтверджених історичних доказів. Замість того, щоб бути негативним, шерсть чорних овець, можливо, цінувалася, оскільки з неї можна було виготовляти темну тканину без фарбування.
Віршик був вперше надрукований у Книга чарівних пісень Tommy Thumb, найстарішій зі збережених збірок дитячих віршів англійською мовою, опублікованому бл. 1744 зі словами, дуже схожими на сучасну версію:
Bah, Bah, a black Sheep,

Have you any wool?

Yes old mate I have

Three bags full,

Two for my master,

One for my dame,

None for the little boy

That cries in the lane.
У наступному збереженому виданні, у Мелодії Матері Гуски (близько 1765 р.), рима залишилася незмінною, за винятком останніх рядків, які були подані як «Але жодного для маленького хлопчика, який плаче в доріжці».

## Сучасні суперечки

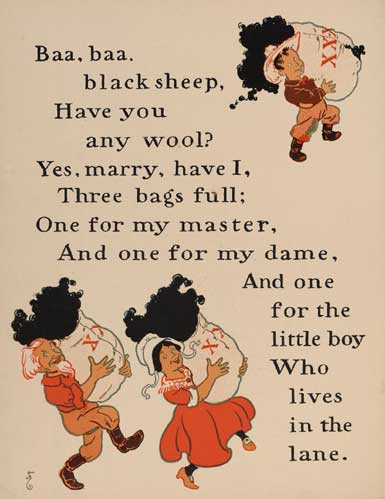
Ілюстрації Вільяма Воллеса Денслоу до «Баа, баа, чорна вівця» з видання «Матінки Гуски» 1901 року

З 1986 року в Британії виникла суперечка щодо зміни мови «Баа Баа Чорної Вівці», оскільки, як стверджувалося в популярній пресі, це вважалося расово сумнівним. Це ґрунтувалося лише на переписуванні віршика в одному приватному дитячому садку як вправа для тамтешніх дітей, а не на будь-якій політиці місцевої влади. Подібна суперечка виникла в 1999 році, коли робоча група з питань расизму в дитячих ресурсах подала до міської ради Бірмінгема застереження щодо віршика, які так і не були схвалені чи реалізовані. У 2006 році два приватні розплідники в Оксфордширі змінили пісню на «Baa Baa Rainbow Sheep», причому чорний колір було замінено різними іншими прикметниками, як-от «щасливий, сумний, стрибаючий» і «рожевий». Коментатори  стверджували, що ці суперечки були перебільшені або спотворені деякими елементами преси як частина більш загальної кампанії проти політичної коректності.
Як повідомляється, у 2014 році в австралійському штаті Вікторія виникла подібна суперечка.

## Алюзії
Фраза «так, сер, так, сер, три повні мішки, сер» використовувалася для опису будь-якого підступного чи боягузливого підлеглого. Він засвідчений з 1910 року, і спочатку був поширеним у Британському королівському флоті.
Рима часто згадується в літературі та масовій культурі. Редьярд Кіплінг використав риму як назву напівавтобіографічного оповідання, яке він написав у 1888 році. Назва «Чорна вівця» використовувалася для 214-ї штурмової ескадрильї морської піхоти Корпусу морської піхоти Сполучених Штатів з 1942 року, а назва «Ба-Баа-Чорна вівця» використовувалася для книги її керівника полковника Грегорі «Паппі» Бойінгтона та для телевізійного серіалу (пізніше синдикованого як Black Sheep Squadron), який транслювався на NBC з 1976 по 1978 рік. У 1951 році, разом із «In the Mood», «Baa Baa Black Sheep» стала першою піснею, збереженою в цифровому форматі та відтвореною на комп’ютері.